# 1823 Gliese
1823 Gliese eller 1951 RD är en asteroid i huvudbältet, som upptäcktes 4 september 1951 av den tyske astronomen Karl Wilhelm Reinmuth i Heidelberg. Den har fått sitt namn efter den tyske astronomen Wilhelm Gliese.
Asteroiden har en diameter på ungefär 8 kilometer och den tillhör asteroidgruppen Flora.